# 289
289（二百八十九、にひゃくはちじゅうきゅう）は自然数、また整数において、288の次で290の前の数である。

## 性質
- 289は合成数であり、約数は 1, 17 と 289 である。
  - 約数の和は307。
    - 約数の和が奇数になる29番目の数である。1つ前は288、次は324。
    - 約数の和が素数になる7番目の数である。1つ前は64、次は729。

  - 約数を3個もつ7番目の数である。1つ前は169、次は361。
- 90番目の半素数である。1つ前は287、次は291。
- 289 = 172
  - 17番目の平方数である。1つ前は256、次は324。
  - n = 2 のときの 17n の値とみたとき1つ前は17、次は4913。
  - 素数 p = 17 のときの p2 の値とみたとき1つ前は169、次は361。(オンライン整数列大辞典の数列 A001248)
  - (素数)(素数) の形で表せる13番目の数である。1つ前は243、次は343。(オンライン整数列大辞典の数列 A053810)
- 289 = (8 + 9)2 であり、9番目のフリードマン数(Friedman number)である。1つ前は216、次は343。
  - 平方数がフリードマン数になる3番目の数である。1つ前は121、次は625。
- 各位の和が19になる2番目の数である。1つ前は199、次は298。
- 各位の平方和が149になる最小の数である。次は298。(オンライン整数列大辞典の数列 A003132)
  - 各位の平方和が n になる最小の数である。1つ前の148は1777、次の150は1289。(オンライン整数列大辞典の数列 A055016)
- 289 = 9 × 25 + 1
  - 24番目のプロス数である。1つ前は257、次は321。
- 289 = 82 + 152
  - 異なる2つの平方数の和で表せる86番目の数である。1つ前は281、次は290。(オンライン整数列大辞典の数列 A004431)
  - 172 = 82 + 152
    - 平方数が異なる2つの平方数の和で表せる5番目の数である。1つ前は225、次は400。(オンライン整数列大辞典の数列 A134422)
      - ここに現れる 8，15，17 はピタゴラス数である。
- 289 = 12 + 122 + 122 = 82 + 92 + 122
  - 3つの平方数の和2通りで表せる69番目の数である。1つ前は283、次は296。(オンライン整数列大辞典の数列 A025322)
  - 289 = 82 + 92 + 122
    - 異なる3つの平方数の和1通りで表せる84番目の数である。1つ前は283、次は291。(オンライン整数列大辞典の数列 A025339)
- 289 = 13 + 23 + 43 + 63
  - 4つの正の数の立方数の和で表せる66番目の数である。1つ前は285、次は296。(オンライン整数列大辞典の数列 A003327)
  - 異なる正の数の4つの立方数の和1通りで表せる7番目の数である。1つ前は252、次は308。(オンライン整数列大辞典の数列 A025408)
- 連続する多冪数のうち大きいほうの数である。1つ前は9、次は676。(オンライン整数列大辞典の数列 A078326)
  - 289自身が多冪数であり、1つ前の288も多冪数である。

## その他 289 に関連すること
- 289系は、JR西日本の特急形車両。
- レンフェ289形電気機関車は、レンフェ（スペイン）の電気機関車。
- フラッサー (USS Flusser, DD-289) は、アメリカ海軍の駆逐艦。
- カペリン (USS Capelin, SS-289) は、アメリカ海軍の潜水艦。